# سينتيا رودريغيز
سينتيا رودريغيز (ولدت في 16 نوفمبر 1994) هي لاعبة جمباز فنية إسبانية ساعدت في تأهيل فريق نسائي لدورة الألعاب الأولمبية الصيفية 2020 من خلال أدائها في بطولة العالم للجمباز الفني 2019 ، وهي المرة الأولى التي ترسل فيها إسبانيا فريقًا نسائيًا منذ أثينا 2004. وأيضا كانت جزءًا من الفريق الإسباني الذي فاز بالميدالية البرونزية في ألعاب البحر الأبيض المتوسط 2018. كما فازت بميدالية برونزية فردية في حركات الأرضية.

## روابط خارجية
- سينتيا رودريغيز في الاتحاد الدولي للجمباز